# Rémy Baget
Pour les articles homonymes, voir Baget.
Pas d'image ? Cliquez ici

a Compétitions nationales et continentales officielles uniquement.

Dernière mise à jour le 15 septembre 2024.
Rémy Baget, né le 27 juillet 1997 à Albi (Tarn), est un joueur français de rugby à XV évoluant au poste d'ailier, au sein de l'effectif du Castres olympique depuis 2024.

## Biographie

### Jeunesse et formation
Rémy Baget commence le rugby dès l'âge de quatre ans, dans le club du Stade Athlétique Rabastens Coufouleux jusqu'en 2013.
Il rejoint ensuite le Stade toulousain grâce à l'entraîneur des espoirs Sam Lacombe qui est originaire de Rabastens comme lui et qui lui propose de venir, club où il évolue jusqu'en espoirs à ses 21 ans, tout en étant en tutorat avec l'Union athlétique gaillacoise.

### Début de carrière professionnelle à l'Aviron bayonnais (2018-2021)
En 2018, Yannick Bru est nommé entraîneur de Bayonne et intègre Éric Artiguste, qui a entraîné les espoirs de Toulouse, qui suggère à Bru de recruter Rémy Baget, ce dernier signe donc pour le club basque de l'Aviron bayonnais qui évolue en Pro D2 pour la saison 2018-2019. Cette même saison, il prend part à six rencontres dont quatre comme titulaire. L'Aviron bayonnais remporte la Pro D2 cette année-là, cependant, il ne prend pas part aux phases finales.
Rémy Baget découvre donc le Top 14 grâce à l'accession de l'Aviron bayonnais pour la saison 2019-2020. Il joue son premier match de la saison lors de la huitième journée de Top 14 contre le Rugby club toulonnais au stade Mayol, il commence la rencontre sur le banc et remplace Djibril Camara durant la rencontre, mais ils s'inclinent 20 à 9. Il prend part à trois rencontres de Challenge européen, toutes comme titulaire et inscrit son premier essai lors de la victoire 27 à 10 de l'Aviron bayonnais contre les London Irish. Toutefois, la saison est suspendue due à la pandémie de Covid-19, puis finalement arrêté.
Pour la saison 2020-2021, il est en concurrence avec la recrue Joe Ravouvou, Aymeric Luc et Arthur Duhau pour le poste d'ailier, les deux premiers sont les titulaires des deux ailes ce qui explique le peu de matchs disputés par Baget cette saison, seulement neuf matchs. Mais, il est cependant titulaire lors des victoires à l'extérieur contre le RC Toulon, ainsi qu'au Stade toulousain où il inscrit notamment un essai contre son club formateur. Il ne prend pas part au match d'accession perdu contre le Biarritz olympique, Bayonne redescend donc en Pro D2.

### Titulaire à Bayonne, meilleur marqueur d'essais de Pro D2, première convocation en équipe de France et remontée en Top 14 (2021-2024)
Avec le départ à Toulon d'Aymeric Luc, Rémy Baget gagne une place de titulaire sur l'aile de l'Aviron bayonnais pour cette saison de Pro D2 2021-2022, il prend part à trente-et-un matchs sur les trente-deux du club, ne ratant que la 24e journée. Bayonne réalise une grande saison et remporte le championnat, Baget est titulaire en finale contre le Stade montois et inscrit un essai. Il termine meilleur marqueur d'essais de la saison avec quinze réalisations. À la suite de cette saison réussie, Fabien Galthié le sélectionne, en compagnie de son coéquipier Matis Perchaud, pour participer à la tournée estivale contre le Japon avec le XV de France, mais il ne dispute pas de match.
Baget et Bayonne retrouvent donc le Top 14 après une saison au niveau inférieur. Pour la première journée de Top 14, il inscrit un essai à Toulon. À la mi-saison, il est le titulaire sur l'aile gauche d'un Aviron bayonnais surprenant qui est classé septième à égalité de points avec les deux clubs devant eux au classement, disputant dix matchs en douze journées. Lors de la dernière journée de Top 14, il inscrit le premier triplé de sa carrière mais son équipe s'incline lourdement dans le stade du Lyon OU et ne se qualifie donc pas pour les phases finales mais termine à une belle huitième place, permettant la première qualification en Champions Cup de l'histoire de l'Aviron bayonnais. Au cours de la saison, il dispute vingt-deux rencontres en tant que titulaire et inscrit quatre essais.
Pour le premier match de la saison 2023-2024 de Top 14, il se montre décisif en inscrivant un essai face au Stade toulousain lors de la victoire 26 à 7 de son équipe face au Champion de France en titre. Il dispute ensuite les quatre journées suivantes mais après ces matchs il n'est plus utilisé pendant un mois sur choix des entraîneurs,, après l'annonce du club de ne pas le conserver à l'issue de la saison et la signature d'un pré-contrat avec le Castres olympique pour la saison prochaine,. En décembre, il rejoue de nouveau, pour son premier match de Champions Cup, et également le premier de l'histoire de son club, il réalise une très bonne performance en inscrivant notamment un essai permettant à son équipe d'obtenir un match nul historique sur la pelouse du Munster,. Trois semaines plus tard, où il n'a encore pas joué durant ce laps de temps, à l'occasion de la onzième journée de Top 14, il est de nouveau décisif en fin de match lorsqu'il reçoit une passe au pied de Camille Lopez, effectue un coup de pied rasant et évite les deux derniers défenseurs pour inscrire l'essai de la victoire en toute fin de rencontre, permettant à son équipe de s'imposer 27 à 23 face au leader du championnat, le Racing 92, alors qu'ils sont menés pendant presque toute la rencontre et permettant de garder l'invincibilité à domicile de son club par la même occasion. Une semaine plus tard, il est l'auteur d'un essai similaire, avec une nouvelle fois une passe au pied de Camille Lopez, mais son équipe s'incline cette fois-ci 24 à 23 contre l'Union Bordeaux Bègles à l'extérieur,. Lors des trois matchs de championnat suivant, il se montre de nouveau décisif et depuis le match contre le Racing 92, il est directement impliqué dans six des treize essais de son équipe pendant ces cinq rencontres alors qu'il est moins utilisé que la saison dernière. En fin de saison, il dispute son dernier match avec l'Aviron bayonnais contre le Castres olympique. Il clôt sa dernière saison le club bayonnais avec un total de vingt matchs disputés, dix-huit titularisations, et six essais marqués.

### Retour dans le Tarn, au Castres olympique (depuis 2024)
Courant juin 2024, son transfert au Castres olympique est officialisé et Rémy Baget fait son retour dans son département de naissance,,. Début septembre, il joue son premier match avec son nouveau club en tant que titulaire lors de la première journée de Top 14 contre le Racing 92. La semaine suivante, il inscrit son premier essai avec Castres sur la pelouse du RC Toulon, où son club perd avec le bonus défensif.
En janvier 2025, il est convoqué en équipe de France par Fabien Galthié dans un groupe élargi de 42 joueurs pour préparer le Tournoi des Six nations.

## Statistiques en club
| Saison                  | Club                    | Championnat | Championnat | Championnat | Compétitions EPCR      | Compétitions EPCR | Compétitions EPCR |
| Saison                  | Club                    | Compétition | Matchs      | Essais      | Compétition            | Matchs            | Essais            |
| ----------------------- | ----------------------- | ----------- | ----------- | ----------- | ---------------------- | ----------------- | ----------------- |
| 2018-2019               | Aviron bayonnais        | Pro D2      | 6           | 0           | Non qualifié           | Non qualifié      | Non qualifié      |
| 2019-2020               | Aviron bayonnais        | Top 14      | 3           | 0           | Challenge européen     | 3                 | 1                 |
| 2020-2021               | Aviron bayonnais        | Top 14      | 7           | 1           | Challenge européen     | 2                 | 1                 |
| 2021-2022               | Aviron bayonnais        | Pro D2      | 31          | 15          | Non qualifié           | Non qualifié      | Non qualifié      |
| 2022-2023               | Aviron bayonnais        | Top 14      | 22          | 4           | Challenge Cup          | 0                 | 0                 |
| 2023-2024               | Aviron bayonnais        | Top 14      | 18          | 5           | Champions Cup          | 2                 | 1                 |
| Total Aviron bayonnais  | Total Aviron bayonnais  | Pro D2      | 37          | 15          | Compétitions de l'EPCR | 7                 | 3                 |
| Total Aviron bayonnais  | Total Aviron bayonnais  | Top 14      | 50          | 10          | Compétitions de l'EPCR | 7                 | 3                 |
| 2024-2025               | Castres olympique       | Top 14      | 2           | 1           | Champions Cup          | 1                 | 0                 |
| Total Castres olympique | Total Castres olympique | Top 14      | 2           | 1           | Compétitions de l'EPCR | 0                 | 0                 |

## Palmarès

### En club
- Vainqueur de la Pro D2 en 2019 et 2022 avec l'Aviron bayonnais.

### Distinctions personnelles
- Meilleur marqueur d'essais de Pro D2 en 2022 avec 15 essais inscrits.